# Cercopithecus doggetti
Cercopithecus doggetti або Cercopithecus mitis doggetti (Мавпа срібна) — примат з роду Мавпа (Cercopithecus) родини мавпові (Cercopithecidae). Гровс (2005) визнав C. doggetti окремим видом. Нагадує вид Cercopithecus mitis, але відрізняється від сріблясто-сірим кольором хутра на спині. Решта хутра зазвичай забарвлена в синьо-сірий колір. Їх ареал простягатися від східної частини Демократичної Республіки Конго, південної Уганди і Бурунді до північно-західної Танзанії. Мабуть денний і деревний, і живе гаремними групами. Раціон складається в основному з фруктів, листя й іноді дрібних тварин, таких як комахи.